# Герб Повенца
Исторический герб города Повенца —административного центра Повенецкого городского поселения Медвежьегорского района Республики Карелия Российской Федерации

## Описание герба
В верхней части герб Олонецкого наместничества; в нижней части в серебряном поле пирамида каменная, украшенная дубовым венком.

## Обоснование символики и история герба
В 1782 году Повенец стал уездным городом Повенецкого уезда Олонецкого наместничества.
Первое время Повенец «по наследству» использовал герб города Паданска (Подонской округи), который в 1782 году был упразднён и переведён в разряд Паданской слободы в составе Повенецкого уезда.
Паданск получил свой герб 16 августа 1781, когда находился в составе Новгородского наместничества и имел следующее описание: 

«В озере собрание рыбы, сигов, каковых в самом деле в Подонском озере, на котором сей город построен, находится весьма изобильно». 
(В верхней половине щита герб новгородский).
4 октября 1788 года императрицей Екатериной II был Высочайше утверждён собственный герб города Повенца вместе с другими, вновь сочинёнными гербами городов Олонецкого наместничества. (ПСЗРИ, 1788, Закон № 16716).
Подлинное описание герба города Повенца гласило:

«Въ серебряномъ полѣ пирамида каменная, украшенная дубовымъ вѣнкомъ».
В верхней части щита герб Олонецкого наместничества: «В золотом поле выходящая из облака рука, держащая голубой щит, а под рукою на цепях четыре яблока».
Пирамида на гербе города, олицетворяет сооружения, которые были построены вдоль «Осударевой дороги» (водно-волоковый путь, которым в ходе Северной войны всего за восемь дней были доставлены в Онежское озеро военные корабли, с помощью которых русская армия в дальнейшем взяла шведские крепости Кексгольм и Нотебург). Конечным пунктом «Осударевой дороги» в 1702 году стал город Повенец.
Отдельные историки сравнивают пирамиду и венком на её вершине в гербе Повенца с масонской пирамидой с «Всевидящим оком», и связью Петра I с масонством. Однако эта версия не имеет документального подтверждения.
В 1796 году Олонецкая губерния была упразднена, а город Повенец вошёл в Архангельскую губернию. В 1799 году Повенец стал посадом. После восстановления в 1801 году Олонецкой губернии Повенец вновь вошёл в её состав и статус уездного города ему был возвращён.
В 1864 году, в период геральдической реформы Кёне, был разработан проект нового герба уездного города Повенца (официально не утверждён):
«Серебряный щит разделен зеленым острием и обременен 3 дубовыми венками переменных цвета и металла; в вольной части — герб Олонецкой губернии; щит увенчан серебряной башенной короной, за щитом золотые молотки, соединёнными Александровской лентой».
В 2004 году посёлок городского типа Повенец стал административным центром созданного Повенецкого городского поселения.
Решения о восстановлении исторического герба Повенца для современных повенецких муниципальных объединений не принималось.